# Droege Group
Droege Group AG, basée à Düsseldorf, est une société de conseil et d'investissement fondée par Walter PJ Droege en 1988. L'entreprise est 100% propriété familiale, opérant dans plus de 30 pays et employant plus de 59 700 personnes dans le monde. Le groupe Droege est dirigé par Ernest-W. Droege (président du conseil) et Walter PJ Droege (fondateur et membre du conseil)  . Selon la FAZ, le groupe Droege est classé 67e parmi les 100 plus grandes entreprises allemandes et 23e parmi les plus grandes entreprises familiales d'Allemagne.

## Groupe Droege
Le groupe Droege réalise des investissements directs par capitaux propres dans des filiales et PME. Le cœur du modèle d'entreprise du capital familial est la combinaison de conseils et d'investissements dans un service.

### Portfolio (sélection)
Le portefeuille actuel du groupe Droege comprend sept plateformes entrepreneuriales. Le groupe Droege détient actuellement des intérêts majoritaires dans ALSO Holding (Emmen, Suisse) , Höft &amp; Wessel (Hanovre, Allemagne) , Servona (Troisdorf, Allemagne) , Trenkwalder (Vienne, Autriche), HAL Allergy (Leiden, Pays-Bas) , Weltbild (Augsbourg, Allemagne). En avril 2012, le groupe Droege a augmenté la valeur de sa division santé de 150 millions d'euros avec l'acquisition du groupe de fournitures médicales Zieger à Dortmund. En mai 2014, le groupe Droege a repris le fabricant de technologie médicale basé à Schwerin Hoffrichter  et en juin 2014 Nicolai-Vital-Resort GmbH , qui dans le secteur de la santé couvre les secteurs de la technologie orthopédique et de réadaptation et des soins à domicile. En août 2011, le groupe Droege a acquis le plus grand fournisseur de services de personnel autrichien, Trenkwalder. Le groupe suisse de commerce de gros et de logistique informatique Also-Actebis, est entré chez Droege Group à hauteur de 51,3% des parts acquises auprès de l'ancien propriétaire, Schindler. Par ailleurs, le groupe Droege s'est développé grâce aux acquisitions suivantes : Atomblock BV, Cora IT (2013) , Bachmann Mobile Kommunikation , Nervogrid Oy , Alpha International BV (2014)  et PC Factory SA (2015)  En octobre 2014, le groupe Droege a acquis une participation majoritaire dans le groupe d'édition Weltbild, 2017, les actions restantes ont également été acquises.

### Droege Ventures
En septembre 2014, le groupe Droege a lancé un programme de capital-risque, s'adressant aux jeunes entreprises aux modèles économiques innovants alignés avec les plateformes commerciales du groupe Droege.

## Critique
Le lien entre les activités de conseil et d'investissement (et les conflits d'intérêts qui en résultent) du groupe Droege International a fait l'objet d'un regard critique en 2000. La participation financière (FaDroege Capital Beteiligungen) a permis de diriger des commandes de conseil vers sa propre entreprise (Droege & Comp.) Et d'exercer une plus grande influence sur la fortune de l'entreprise que les autres actionnaires  (par ex. Klöckner & Co ).[réf. nécessaire]